# Nienna
Nienna is een van de figuren uit de verhalen van J.R.R. Tolkien. Zij is een van de Valier, de koninginnen van Valar. Nienna is de Vrouwe van medelijden en rouw, wijsheid en hoop.
Ze is de zuster van de Fëanturi (Mandos en Lórien), ze is alleen. Ze huilt vaak, bij elke wond die Arda oploopt. Ieder die haar benadert, leert medelijden, wijsheid en hoop.
De Ainur die de Eä (De Wereld) binnengingen kregen de naam Valar. Valinor is het land van de Valar in Aman, achter de bergen van Pelóri. De stad van de Valar heet Valimar.
De Valar worden ook wel genoemd:
- Zij met macht (en: Those with Power)
- De machten (en: The Powers)
- De goeden (en: The Great Ones)
- de Heersers van Arda (en: The Rulers of Arda)
- de Heren van het Westen (en:The Lords of the West)
- De Heren van Valinor (en: The Lords of Valinor)

De Valar wonen al op de wereld sinds het begin der tijden. Hun vader was Eru, ook wel Ilúvatar genoemd. Er werden twee groepen onderscheiden:
- de Heren van de Valar (en: The Lords of the Valar): Manwë, Ulmo, Aulë, Oromë, Mandos, Lórien en Tulkas.
- de Vrouwen of de Koninginnen van de Valar (en: The Queens of the Valar): Varda, Yavanna, Nienna, Estë, Vairë, Vána en Nessa.

Nienna woont in het westen van het Westen, op de grenzen van de wereld. Ze kijkt uit op de muren van de wereld. Ze gaat zelden naar Valimar, maar wel vaak naar de hallen van Mandos, haar broer, die vlakbij zijn.
In de hiërarchie van de Valier (gebaseerd op macht) staat Nienna op de derde plaats, na Varda en Yavanna. Ze behoort ook tot de Aratar, de machtigste van de Valar, en staat daar op de zevende plaats. Nienna is de enige vrouwelijke Vala die ongetrouwd is. Uit het werk De Silmarillion (waarin onder andere het scheppingsverhaal en alle gebeurtenissen rondom de Valar en de creatie van de wereld zijn opgenomen) blijkt dat Olórin, beter bekend als Gandalf, vaak bij Nienna in haar huis is geweest en als haar pupil veel over medelijden en geduld heeft geleerd. In het eerste boek van de trilogie In de Ban van de Ring, staat een dialoog tussen Gandalf en Frodo Balings, waaruit blijkt wat Gandalf van Nienna heeft geleerd:
'Wat jammer dat Bilbo dat verdorven creatuur niet heeft doodgestoken toen hij de kans had!'
'Jammer, zeg je? Het was medelijden dat hem weerhield. Medelijden en Genade: niet doden als het niet nodig is. En hij is er goed voor beloond, Frodo. Wees ervan overtuigd dat hij zo weinig nadeel van het kwaad ondervond, en ten slotte ontkwam, omdat hij zijn eigenaarschap van de Ring op die manier is begonnen. Met Medelijden.'
'Het spijt me,' zei Frodo, 'maar ik ben bang en ik heb helemaal geen medelijden met Gollem.'
'Je hebt hem niet gezien,' viel Gandalf hem in de rede.
'Nee, en ik heb er ook geen behoefte aan,' zei Frodo. 'Ik kan jou niet begrijpen. Bedoel je dat jij, en de elfen, hem na al die vreselijke daden verder hebben laten leven? Hij is minstens even slecht als een ork, en gewoon een vijand. Hij verdient de dood.'
'Verdienen! Zeker. Velen die leven verdienen de dood. En sommigen die sterven, verdienen het leven. Kun jij het hun geven? Wees dan niet te happig om als vonnis de doodstraf uit te spreken. Want zelfs de zeer wijzen kunnen niet alle bedoelingen doorgronden. Ik heb weinig hoop dat Gollem kan worden genezen voor hij sterft, maar er is een kans op. En hij is verbonden met het lot van de Ring. Mijn hart zegt me dat hij voor het eind nog een rol te vervullen heeft, ten goede of ten kwade; en wanneer die dag aanbreekt, zal Bilbo's medelijden wellicht het lot van velen beslissen - niet in het minst dat van jou. In ieder geval hebben we hem niet gedood; hij is heel oud en diep ongelukkig. De boselfen houden hem gevangen, maar behandelen hem met zoveel vriendelijkheid als zij in hun wijze harten kunnen vinden.' (In de Ban van de Ring - De Reisgenoten, Hoofdstuk 2, 'De schaduw van het verleden')
Er is weinig bekend over Nienna's uiterlijk. Het enige kenmerk komt uit De Silmarillion, waarin staat dat Nienna 'haar grijze kap afgooide'. Dit lijkt ook weer in connectie te zijn met Gandalf, die in de tijd vóór zijn dood in Moria bekendstond als Gandalf de Grijze.